# جزيرة غوسونغان
جزيرة غوسونغان وهي جزيرة من جزر إندونيسيا، وتقع في إقليم كالمنتان الشرقية.